# USS Richland (AFDM-8)
L'USS Richland (AFDM-14) (ancien YFD-68), est une cale sèche flottante auxiliaire moyenne de classe AFDM-13 construite en 1944 et exploitée par l'US Navy,. Elle a été d'abord remorqué jusqu'aux Philippines, puis à Guam où elle a servi jusqu'à la fin de la guerre.
En 1946, elle a été remise en service pour soutenir la maintenance des sous-marins à la base navale de Guam pendant les quarante années suivantes.

## Historique

### Seconde Guerre mondiale
La cale sèche YFD-64 est restée sur la côte ouest jusqu'au 15 décembre 1944, date à laquelle elle a été remorquée jusqu'à Pearl Harbor. Le 25 janvier 1945, elle est remorquée à Eniwetok puis à Ulithi, des atolls de l'océan Pacifique. Elle a ensuite été remorquée jusqu'à la baie de San Pedro aux Philippines où elle a travaillé jusqu'en novembre, date à laquelle elle a été remorquée jusqu'à Guam. Elle y est désarmée le 8 juin 1946.

### Réactivation et service d'après-guerre
YFD-64 a été renommée AFDM-8 le 1er août 1946, et remise en service à Guam le 1er janvier 1947. La cale sèche flottante a soutenu la maintenance des sous-marins de missiles balistiques de la flotte de la base navale de Guam pendant plus de quarante ans. Elle a été nommée Richland le 6 avril 1968.
La cale sèche a été rayée de la liste de la marine le 22 août 1997 et transférée à l'autorité locale de réaménagement de Guam le 6 avril 1999.

### Transfert aux Philippines
Après son service dans l'US Navy, Richland est devenu un élément du chantier naval de Guam. Puis elle a ensuite été transféré aux Philippines, achetée par les services maritimes philippins Harbour Star Shipping Services. Le 28 janvier 2016, des remorqueurs locaux et le remorqueur philippin de 467 tonnes Rhocas ont commencé à déplacer la cale sèche, une opération qui a pris plusieurs jours.
Il a été rapporté plus tard que le fournisseur de  avait acheté la cale sèche flottante et assurait également le remorquage de Guam aux Philippines.

## Décoration
- American Campaign Medal
- Asiatic-Pacific Campaign Medal
- World War II Victory Medal
- National Defense Service Medal

### Liens connexes
- Liste des navires auxiliaires de l'United States Navy
- Base navale de Guam
- Théâtre du Pacifique de la Seconde Guerre mondiale